# Neolophonotus manselli
Neolophonotus manselli är en tvåvingeart som beskrevs av Jason Gilbert Hayden Londt 1986. Neolophonotus manselli ingår i släktet Neolophonotus och familjen rovflugor.
Artens utbredningsområde är Namibia. Inga underarter finns listade i Catalogue of Life.